# Homer entre en prépa
Homer entre en prépa est le neuvième épisode de la vingt-quatrième saison de la série télévisée Les Simpson et le 517e épisode de la série. Il est diffusé pour la première fois sur la chaîne américaine Fox le 6 janvier 2013.

## Synopsis
Homer et Marge accompagnent les enfants dans un centre éducatif. À la suite d'un incident, Homer se retrouve dans le groupe des hommes où contrairement aux femmes, il n y a aucune organisation. Il souffre ensuite d'un syndrome de peur répétitive avant de rencontrer un homme se proclamant survivaliste. Homer rejoint le mouvement mais Marge a des doutes sur les intentions du leader.